# Зграда старе општине у Новој Вароши
Зграда старе општине je објекат који се налази у Новој Вароши у Улици Карађорђева 36 и уврштен је у споменик културе Србије.

## Опште информације
Овај објекат познат је и по турском називу „Кајмакамија”, а подигнут је за потребе смештаја турских државних установа. Градња је започета крајем 19. века, а завршена 1909. године након младотурске револуције. Након одласка Турака са простора Нове Вароши 1912. године у објекту је било седиште Среског начелства, а почетком Другог светског рата Народноослободилачки одбор Среза златарског.
Скупштина општине била је смештена у овом објекту до 1987. године, а почетком 21. века адаптирана је за потребе градске библиотеке. Зграда је спратна, правоугаоне основе, са два изражена бочна и једни централним ризалитом. У приземљу централног ризалита смештен је главни улаз изнад кога је испад диванхане. Диванхану носе два масивна стуба и два пиластра, спојена преломљеним луковима.
Зграда представља редак пример грађевине настале у времену после завођења реформи у Отоманском царству, чији су облици синтеза европских романтичарских струјања и традиционалне исламске архитектуре. Данас је зграда претворена у Завичајни музеј Нове Вароши.